# Mario Sánchez García
Mario Sánchez García (Salamanca, Castilla y León) es un entrenador de fútbol español.

## Trayectoria
Mario inició su carrera como entrenador en la temporada 2011-12, dirigiendo a la Unión Deportiva Santa Marta de la Primera Regional, con el que logró ascender a la Tercera División de España.
Mario dirigiría al conjunto de Tormes en la Tercera División de España durante las temporadas 2012-13 y la primera parte de la temporada 2013-14.
El 18 de noviembre de 2013, dimite como entrenador de la Unión Deportiva Santa Marta.
En las temporadas siguientes trabajaría para la Federación de fútbol de Castilla y León, siendo seleccionador absoluto y director técnico de las categorías inferiores en sub-12, sub-14, sub-16 y sub-18. Además, dirigiría al combinado de Castilla y León en diversos campeonatos europeos en 2016 y 2018.
El 30 de junio de 2021, firma como entrenador del CD Guijuelo de la Tercera Federación.
En la temporada 2021-22, a los mandos del CD Guijuelo, alcanzaría la final de la Copa RFEF frente al Córdoba CF y una la dura eliminatoria de Copa del Rey frente al Rayo Vallecano, donde el conjunto madrileño tuvo que sufrir para pasar de ronda tras vencer de manera ajustada en la tanda de penaltis.
El 10 de abril de 2022, logra el ascenso a la Segunda Federación, tras proclamarse campeón del Grupo VIII de la Tercera División de España.
En la temporada 2022-23, dirige al Club Deportivo Guijuelo en la Segunda Federación, con el que renueva durante una temporada.
El 28 de octubre de 2024, deja de ser el entrenador del Club Deportivo Guijuelo.

## Clubes
| Club                        | País   | Año       |
| --------------------------- | ------ | --------- |
| Unión Deportiva Santa Marta | España | 2011-2013 |
| CD Guijuelo                 | España | 2021-2024 |